# Prefixos del Sistema Internacional
Un prefix del Sistema Internacional (SI) o prefix mètric és un prefix d'unitat que precedeix una unitat bàsica de mesura per indicar un múltiple o submúltiple decimal d'aquesta unitat. Cada prefix té un símbol únic assignat que es preposa al símbol de la unitat. Per exemple, el prefix kilo- es pot afegir a gram per indicar la multiplicació per un factor de mil, per la qual cosa s'obté un quilogram; un quilogram equival, doncs, a mil grams (1 kg = 1000 g).
Els prefixos multiplicatius decimals han estat una característica de totes les formes del sistema mètric; de fet, molts d'ells s'utilitzen des de la introducció d'aquest sistema en la dècada de 1790. Els prefixos mètrics fins i tot s'han preposat a unitats que no són mètriques. Actualment, els prefixos estan estandarditzats pel seu ús en el Sistema Internacional d'Unitats (SI) per l'Oficina Internacional de Pesos i Mesures, en resolucions que van del 1960 al 2022.

## Prefixos acceptats oficialment
| 1000m    | 10n   | Prefix | Símbol | Any  | Nom                | Nombre decimal                            |
| -------- | ----- | ------ | ------ | ---- | ------------------ | ----------------------------------------- |
| 100010   | 10³⁰  | quetta | Q      | 2022 | quintilió          | 1 000 000 000 000 000 000 000 000 000 000 |
| 1000⁹    | 1027  | ronna  | R      | 2022 | mil quadrilions    | 1 000 000 000 000 000 000 000 000 000     |
| 10008    | 1024  | yotta  | Y      | 1991 | quadrilió          | 1 000 000 000 000 000 000 000 000         |
| 10007    | 1021  | zetta  | Z      | 1991 | mil trilions       | 1 000 000 000 000 000 000 000             |
| 1000⁶    | 1018  | exa    | E      | 1975 | trilió             | 1 000 000 000 000 000 000                 |
| 1000⁵    | 1015  | peta   | P      | 1975 | mil bilions        | 1 000 000 000 000 000                     |
| 10004    | 1012  | tera   | T      | 1960 | bilió              | 1 000 000 000 000                         |
| 10003    | 10⁹   | giga   | G      | 1960 | mil milions        | 1 000 000 000                             |
| 1000²    | 10⁶   | mega   | M      | 1960 | milió              | 1 000 000                                 |
| 1000¹    | 103   | kilo   | k      | 1795 | mil                | 1 000                                     |
| 10002/3  | 10²   | hecto  | h      | 1795 | cent               | 100                                       |
| 10001/3  | 10¹   | deca   | da     | 1795 | deu                | 10                                        |
| 10000    | 100   | (cap)  | (cap)  | S/O  | unitat             | 1                                         |
| 1000−1/3 | 10−1  | deci   | d      | 1795 | dècim              | 0,1                                       |
| 1000−2/3 | 10−2  | centi  | c      | 1795 | centèsim           | 0,01                                      |
| 1000−1   | 10−3  | mil·li | m      | 1795 | mil·lèsim          | 0,001                                     |
| 1000−2   | 10−6  | micro  | µ      | 1960 | milionèsim         | 0,000 001                                 |
| 1000−3   | 10−9  | nano   | n      | 1960 | mil milionèsim     | 0,000 000 001                             |
| 1000−4   | 10−12 | pico   | p      | 1960 | bilionèsim         | 0,000 000 000 001                         |
| 1000−5   | 10−15 | femto  | f      | 1964 | mil bilionèsim     | 0,000 000 000 000 001                     |
| 1000−6   | 10−18 | atto   | a      | 1964 | trilionèsim        | 0,000 000 000 000 000 001                 |
| 1000−7   | 10−21 | zepto  | z      | 1991 | mil trilionèsim    | 0,000 000 000 000 000 000 001             |
| 1000−8   | 10−24 | yocto  | y      | 1991 | quadrilionèsim     | 0,000 000 000 000 000 000 000 001         |
| 1000–9   | 10–27 | ronto  | r      | 2022 | mil quadrilionèsim | 0,000 000 000 000 000 000 000 000 001     |
| 1000–10  | 10–30 | quecto | q      | 2022 |                    | 0,000 000 000 000 000 000 000 000 000 001 |

En informàtica, és molt més pràctic utilitzar les potències de 2, de manera que es passa d'un múltiple a un altre multiplicant per 2¹⁰, és a dir, 1 024. Els prefixos «deca» i «hecto» i els inferiors a la unitat no s'utilitzen en aquest domini. Així mateix, les unitats com el megabit, el kilobit o el gigabyte, entre d'altres, solen utilitzar-se de forma incorrecta. Hi ha organitzacions que preconitzen l'ús de prefixos com ara kibi-, mebi- i gibi-, amb tal d'evitar la confusió ―fins i tot entre informàtics― entre el megabyte dels informàtics (1 024 × 1 024 bytes) i el Mo/MB dels especialistes de xarxes (1 .000 × 1 000 bytes).